# Ernst Poettgen
Ernst Ludwig Poettgen (* 5. Februar 1922 in Chemnitz; † 6. Dezember 2012 in Stuttgart) war ein deutscher Theaterregisseur, Theaterpädagoge und langjähriger Oberspielleiter der Staatsoper Stuttgart.

## Leben

### Die Anfänge
Ernst Ludwig Poettgen, Sohn von Frieda Poettgen, geborene Bluhme, und des als Posaunist im Städtischen Orchester Chemnitz tätigen Kammermusikers Ernst Poettgen, wuchs in einem musikalischen Elternhaus auf. Er begeisterte sich bereits als Kind für das Theater, so dass er nach dem Abitur an einem Realgymnasium Musik in Berlin an der Hochschule für Musik, Schauspiel in Hamburg und Theaterwissenschaft in Mainz und München studierte. Während des Zweiten Weltkriegs diente er von 1940 bis 1945 als Oberleutnant zur See bei der Kriegsmarine.
Nach ersten Engagements als Schauspieler an der Hamburgischen Staatsoper (1945/46) und am Landestheater Darmstadt (1948) übernahm er 1949 eine Regiehospitanz an der Bayerischen Staatsoper München.
Seine ersten eigenen Inszenierungen realisierte Poettgen dann ab 1956 an den Städtischen Bühnen Frankfurt und in Hamburg. Daraufhin wurde er 1957 mit Gastinszenierungen u. a. an die Deutsche Oper Berlin, die Hamburgische Staatsoper, die Deutsche Oper am Rhein in Düsseldorf, die Oper Köln und an die Bayerische Staatsoper München verpflichtet.
1958 übernahm Poettgen bis 1961 die Position des Oberspielleiters und stellvertretenden Intendanten des Nationaltheaters Mannheim.

### Die Jahre als Oberspielleiter der Staatsoper Stuttgart
Im Jahr 1961 wechselte Poettgen als Oberspielleiter an die Staatsoper Stuttgart am Staatstheater Stuttgart. Dort und im benachbarten Kammertheater brachte er 62 Neuinszenierungen heraus; darunter einige Stuttgarter sowie (west-)deutsche Erstaufführungen (u. a. von Joseph Haydn, Wolfgang Amadeus Mozart, Jacques Offenbach, Henry Purcell, Viktor Ullmann, Orazio Vecchi) und Uraufführungen von Werken von Hans Werner Henze, Paul Hindemith, György Ligeti und Hermann Reutter.
Mit seinem großen Interesse und seinem Gespür für alle Epochen des Musiktheaters – vor allem für die Opernliteratur des Barocks und des 20. Jahrhunderts – prägte Poettgen neben Gastregisseuren wie Wieland Wagner und Günther Rennert das Profil der Staatsoper Stuttgart maßgeblich. Für seine Verdienste um die Staatsoper Stuttgart wurde er 1998 zum Ehrenmitglied der Staatstheater Stuttgart ernannt.
Ab Anfang der 1960er Jahre war Poettgen auch international in Europa, Nord- und Südamerika als Gastregisseur tätig, wie etwa für die Nationaloper Athen, die Civic Opera Dallas, die Opéra de Lyon, die Opéra Montréal, die Wiener Staatsoper oder das Opernhaus Zürich. Insbesondere blieb er dem Teàtro Colón in Buenos Aires verbunden, wo er zwischen 1958 und 1972 insgesamt 40 Inszenierungen auf die Bühne gebracht hat.
Außerdem folgten Inszenierungen beim Maggio Musicale Fiorentino, den Salzburger Festspielen, den Schwetzinger Festspielen sowie Fernsehaufzeichnungen und Fernsehproduktionen. Ebenso bestanden langjährige Zusammenarbeiten mit dem Théatre Royale de la Monnaie in Brüssel, der Lyric Opera of Chicago und den Ludwigsburger Schlossfestspielen.
In diesen Jahren arbeitete Poettgen mit führenden Dirigenten (u. a. Gerd Albrecht, Bruno Bartoletti, Thomas Beecham, Ricardo Chailly, Dennis Russell Davis, Josef Dünnwald, Wolfgang Gönnenwein, Theodor Guschlbauer, Leopold Hager, Heinrich Hollreiser, Paul Hindemith, Marek Janowski, Bernhard Kontarsky, Dieter Kurz, Erich Leinsdorf, Ferdinand Leitner, Leopold Ludwig, Lovro von Matačić, Zubin Mehta, Nello Santi, Silvio Varviso, Ralf Weikert, Günther Wich) und Bühnenbildnern des 20. Jahrhunderts (u. a. Leni Bauer-Ecsy, Jean-Pierre Ponnelle und Rosalie) zusammen.
Die 1971 von ihm begründete Reihe „Beispiele“ für avantgardistisches Musiktheater am Staatstheater Stuttgart, die mit Werken von John Cage, Hans Werner Henze, Mauricio Kagel, György Ligeti, Bruno Maderna, Wolfgang Rihm, Arnold Schönberg, Karlheinz Stockhausen für Aufsehen sorgte, nimmt dabei eine herausragende Stellung ein.

### Die Jahre als Professor für „Szenische Leitung“
Im Jahr 1981 wurde Poettgen auf die Professur „Szenische Leitung“ der Opernschule an der Hochschule für Musik und Darstellende Kunst Stuttgart berufen. Fortan widmete er sich insbesondere der Theaterpädagogik, z. B. mit der Reihe „Musiktheater für junge Leute“ (Einrichtung, Bearbeitung und Inszenierung) bei den Internationalen Festspielen Baden-Württemberg, die er 1988 mitinitiierte. Er lebte zu dieser Zeit in Leonberg.

### Die freien theaterpädagogischen Projekte und Spätwerk
1990 begründete er zusammen mit Helmut Wolf den Studiengang „Szenisches Musizieren“ für Schulmusik-Studierende an der Musikhochschule Stuttgart, worauf zahlreiche Projekte und Aufführungen folgen. Diese Produktionen zusammen mit (noch) nicht-professionellen Künstlern und Laien(-chören) prägten Poettgens Spätwerk.
Hierzu zählen ab 1995 Inszenierungen mit den Chören des Schwäbischen Sängerbunds in Zusammenarbeit mit Alfons Schierle, mehrere Inszenierungen mit Chören der Evangelischen Landeskirche und Orchestern in Ludwigsburg zusammen mit Siegfried Bauer, mehrere Projekte mit Kindern und Jugendlichen der Kunstschule Labyrinth Ludwigsburg sowie mit der Stuttgarter Musikschule in Zusammenarbeit mit Margarete Klotz und Andrea Haupt.
Als Höhepunkte seiner letzten Jahre gelten die Produktionen mit dem Akademischen Chor und Orchester der Universität Stuttgart – stets unter der musikalischen Leitung von Veronika Stoertzenbach – ab Mitte der 2000er Jahre, wo er trotz seines fortgeschrittenen Alters seine Erfahrungen als (Musik-)Theaterregisseur und Theaterpädagoge einbrachte.
Ernst Ludwig Poettgen war evangelisch, ab 1945 verheiratet mit Margarete Poettgen, geborene Kuntze, und hatte drei Kinder (Eva, Susanne und Johanna). Er starb im Alter von 90 Jahren am 6. Dezember 2012 in Stuttgart.
Sein umfangreicher künstlerischer Nachlass wurde im Sommer 2021 dem Staatsarchiv Ludwigsburg übergeben.